# スタッド・シャルル・トンドロー
スタッド・シャルル・トンドロー (Stade Charles Tondreau)は、ベルギー, エノー州, モンスにある多目的スタジアム。RAECモンスのホームスタジアムとなっている。